# Oran
Oran (arabisch وهران, DMG Wahrān, tamazight ⵡⴻⵀⵔⴰⵏ Wehran) ist eine Küstenstadt in der gleichnamigen Provinz im Westen von Algerien. Sie ist nach der Hauptstadt Algier die zweitgrößte Stadt des Landes und eine bedeutende Industriestadt (Metall-, chemische, Leicht-, Lebensmittelindustrie). Sie besitzt einen Hafen, den Flughafen Oran Es Sénia und ist Kulturzentrum mit Universität, Theater und Museen. Durch Albert Camus ging sie in die Weltliteratur ein. Oran ist die Heimatstadt des Raï.

## Klima
Oran befindet sich in der subtropischen Klimazone. Die Jahresdurchschnittstemperatur beträgt 17,7 Grad Celsius, die jährliche Niederschlagsmenge 366 Millimeter im Mittel. Die wärmsten Monate sind Juli und August mit durchschnittlich 24,2 bis 24,8 Grad Celsius, die kältesten Monate Dezember bis Februar mit 11,7 bis 12,4 Grad Celsius im Mittel. Der meiste Niederschlag fällt von Oktober bis April mit durchschnittlich 32 bis 67 Millimeter, der wenigste von Mai bis September mit eins bis 19 Millimeter im Mittel.
|                       | Jan  | Feb  | Mär  | Apr  | Mai  | Jun  | Jul  | Aug  | Sep  | Okt  | Nov  | Dez  |   |      |
| Mittl. Tagesmax. (°C) | 16,0 | 16,9 | 19,3 | 20,6 | 24,1 | 26,9 | 30,1 | 30,8 | 28,7 | 24,6 | 20,5 | 16,8 | ⌀ | 23   |
| Mittl. Tagesmin. (°C) | 7,1  | 7,5  | 9,7  | 11,4 | 14,2 | 17,5 | 20,1 | 20,5 | 18,6 | 14,5 | 10,9 | 7,9  | ⌀ | 13,4 |
|                       |      |      |      |      |      |      |      |      |      |      |      |      |   |      |
| Niederschlag (mm)     | 44   | 47   | 43   | 40   | 27   | 9    | 2    | 2    | 13   | 34   | 41   | 64   | Σ | 366  |
|                       |      |      |      |      |      |      |      |      |      |      |      |      |   |      |
| Sonnenstunden (h/d)   | 5,9  | 6,3  | 7,7  | 8,3  | 9,6  | 9,9  | 10,5 | 10,2 | 8,9  | 7,4  | 6,0  | 5,4  | ⌀ | 8    |
|                       |      |      |      |      |      |      |      |      |      |      |      |      |   |      |
| Regentage (d)         | 5    | 6    | 6    | 5    | 4    | 1    | 0    | 1    | 2    | 4    | 6    | 7    | Σ | 47   |
|                       |      |      |      |      |      |      |      |      |      |      |      |      |   |      |
| Wassertemperatur (°C) | 15   | 15   | 15   | 16   | 18   | 20   | 23   | 24   | 23   | 21   | 18   | 16   | ⌀ | 18,7 |
|                       |      |      |      |      |      |      |      |      |      |      |      |      |   |      |
| Luftfeuchtigkeit (%)  | 80   | 77   | 74   | 73   | 69   | 70   | 69   | 68   | 72   | 75   | 77   | 78   | ⌀ | 73,5 |

| 7,1 |

| 7,5 |

| 9,7 |

| 11,4 |

| 14,2 |

| 17,5 |

| 20,1 |

| 20,5 |

| 18,6 |

| 14,5 |

| 10,9 |

| 7,9 |

| 7,1 |

| 7,5 |

| 9,7 |

| 11,4 |

| 14,2 |

| 17,5 |

| 20,1 |

| 20,5 |

| 18,6 |

| 14,5 |

| 10,9 |

| 7,9 |

## Geschichte

### Islamische Dynastien und Katholische Könige
Oran wurde der Legende nach im Jahr 902 von den andalusischen Kaufleuten Mohammed ben-Abbi-Aoun und Mohammed ben-Abdoun gegründet. Sie errichteten mit Hilfe lokaler Seefahrer eine Handelsstation namens Orhan oder Ouarhan, doch bereits 910 wurde diese von den Fatimiden erobert und niedergebrannt. 1083 nahmen die Almoraviden Oran ein. Ihnen folgten 1137 die Almohaden und ab 1242 die Meriniden. Mit dem Niedergang des Reichs der Abdalwadiden, die Oran ab 1360 regierten, wechselte die Stadt erneut den Besitzer. Die Katholischen Könige eroberten 1505 den nahen Korsaren-Hafen Mers el Kebir (Mazalquivir) für Kastilien und Aragón. Oran fiel am 17. Mai 1509 an die Spanier unter Kardinal Francisco Jiménez de Cisneros. Die spanische Monarchie machte aus Oran einen Verbannungsort für in Ungnade gefallenes politisches Personal.
1698–1708 entstand das Fort de Santa-Cruz (Bordj el-Djebel). 1709 mussten sie sich nach einer Belagerung durch die Mauren ergeben. Diese konnten unter Führung von Mustafa Ben Youssef währen 25 Jahren die Kontrolle über Oran erhalten. 1732 wurde Oran unter Philipp V. zurückerobert. Die Spanier waren überraschend am 22. Juni 1732 vor Oran gelandet. Am 24. Juni kam es zur Schlacht bei Mazalquivir, in der die Mauren geschlagen wurden. Diese zogen sich in die Stadt zurück und ergaben sich am 27. Juni 1732. Die Spanier blieben bis 1790, bauten zwischenzeitlich mit dem Fort Lamoune von 1742 noch eine weitere Stadtfestung in Meeresnähe, ein Schutz des westlichen Stadtrands.

### Westlichste Expansion Istanbuls und die französische Invasion
1792 verkaufte die spanische Krone Oran, oder was nach dem Erdbeben vom 8.–9. Oktober 1790 davon noch übrig war, insbesondere die unbeschadete Bergfestung, an die Osmanen unter Mohammed el-Kebir. Beim Erdbeben waren rund 2000 Menschen gestorben. 1797 wurde die Hassan-Pascha-Moschee errichtet. Oran lag in der Provinz Beylik des Westens. Die Verwaltung verlegte ihre Residenz von Muaskar nach Oran, das sie bis zur kampflosen Übergabe an General Clausel am 4. Januar 1831 regierte.
Die Herrschaft der Osmanen endete im Februar 1831. Frankreich enthob Bey Hassan, ließ Häuser abreißen und vertrieb rund 90 % der damals etwa 10.000 Einwohner aus der Stadt. Die Bevölkerung Westalgeriens leistete Widerstand und rief 1832 in Oran Abd el-Kader zum Emir aus, den die Franzosen widerwillig 1834 als Bey von Oran anerkannten, was 1837 im Vertrag von Tafna bestätigt wurde. 1847 wurde Abd el-Kader nach Syrien deportiert.

### Europäer gründen die Siedlungskolonie Algérie française
Am 12. Oktober 1844 erschien die erste Nummer des L’Écho d’Oran in der Stadt mit 13.222 Einwohnern. Bereits 1844 lebten mit 4322 Personen mehr Iberer als Franzosen (1740) in der Stadt. Die Zahl der Juden Orans erreichte 4287 Personen. Das Jahr 1849 brachte die Cholera. Man beeilte sich, auf dem Murdajadji die erste Chapelle de Santa-Cruz zu errichten, die am 9. Mai 1850 geweiht wurde. 1870 endete das Zweite Kaiserreich, das „Comité républicain“ übernahm die Macht.

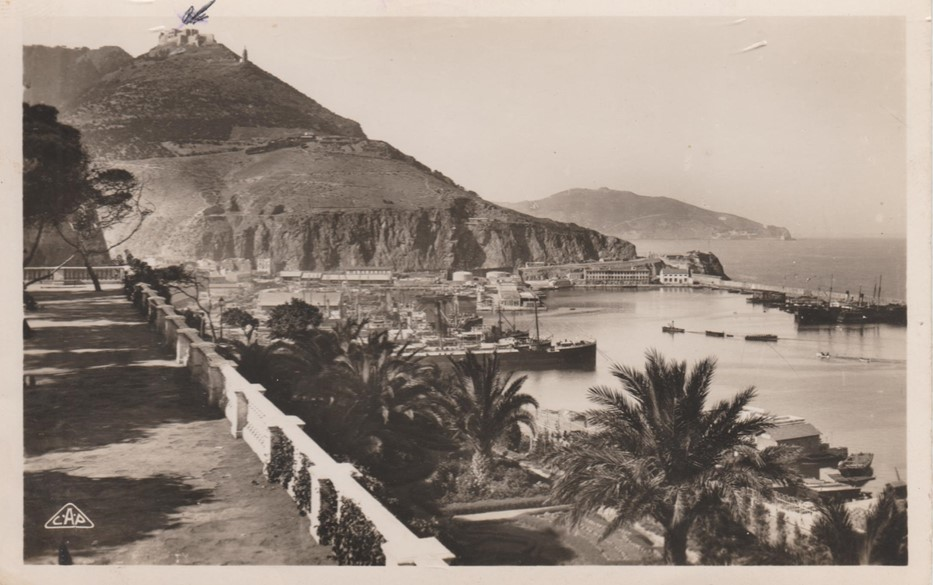
Die Promenade de Létang (sic) mit Blick auf den Hafen um 1950

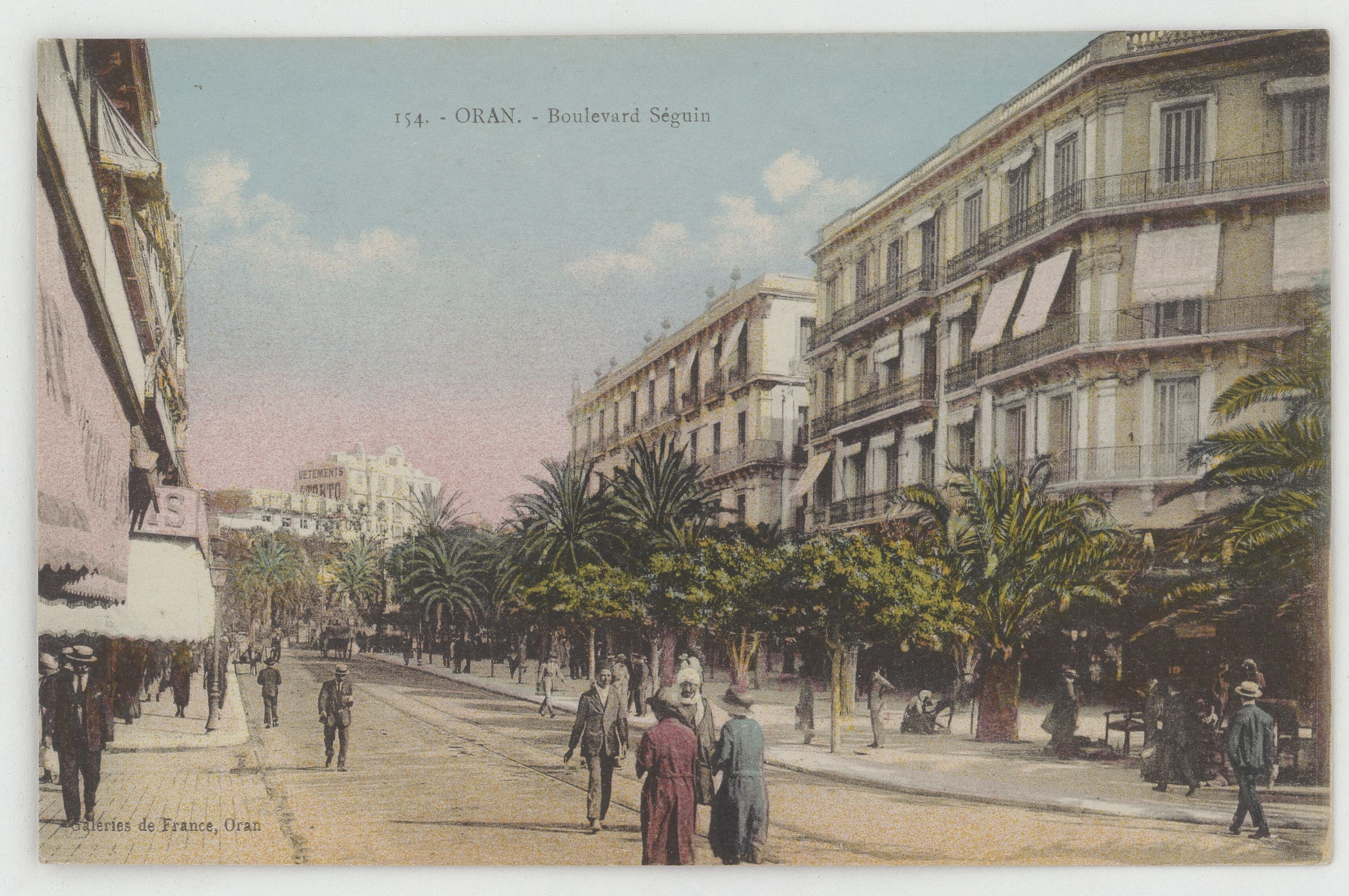
Boulevard Séguin

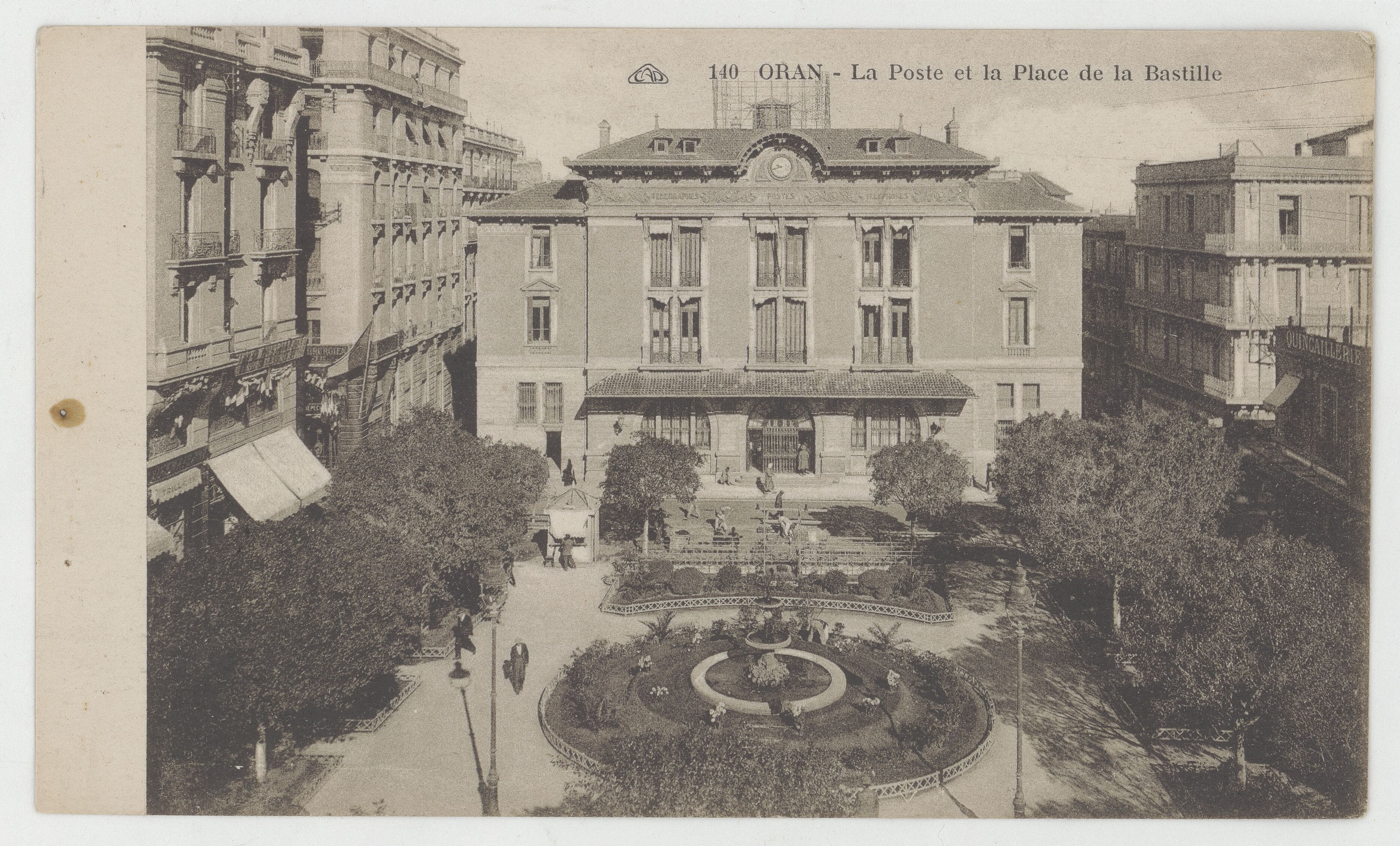
Hauptpost an der damaligen „Place de la Bastille“

Die Vorstadt der Muslime wurde von den Franzosen als Village nègre bezeichnet. In dem Armenviertel lebten auch Juden und Schwarzafrikaner. Es wurde in militärisch leicht kontrollierbarer Schachbrettanlage ab dem 20. Juni 1845 westlich des Stadtteils Saint-Michel bei der neuen Militärkaserne errichtet und bot einem arabischen Markt für Touristen. Der vom Consistoire central entsannte Franzose Lazare Cahen war 1847 bis 1864 Groß-Rabbiner der Stadt. 1896 hatte Oran 85.081 Einwohner, davon waren 24.088 Franzosen und 33.873 weitere Europäer. 16.466 Einwohner waren Muslime und 10.654 waren Juden. Europäer, die Zeit und Geld hatten, ließen sich zum Aussichtspunkt Belvédère kutschieren. Muslime fanden sich unweit davon an der Koubia des Marabout Abd el-Kader el-Djilali ein. Europäern war auch die Promenade de Létang (sic) willkommen, bot sie doch einen Musikpavillon und andere Annehmlichkeiten in ihrem ausgedehnten Park mit Sicht auf das Meer. In der Rue de la Révolution befand sich der protestantische Temple.
Mittelpunkt des gesellschaftlichen Lebens nach französischer Art war die Place d’Armes mit der anschließenden Allée des Promeneurs und dem Boulevard Séguin. Ein prachtvolles Stadthaus gönnten sich die Oranais 1888, ein klassizistisches Theatergebäude 1906, der Zentralbahnhof eröffnete 1912. Das Sendungsbewusstsein des Vorpostens vertrat der Oranais Eugène Étienne in der Chambre des députés der Dritten Republik als Vorsitzender der parlamentarischen Groupe colonial, einer Pressure Group, die der Metropole ihre kolonialen Vorstellungen kommunizierte.
1911 stellten Spanier und durch die „Gesetze für automatische Einbürgerung“ seit 1889 als Franzosen eingebürgerten Spanier 65 % der europäischen Stadtbevölkerung. 1911 lebten in der ganzen Region Oran 92.000 eingebürgerte Spanier und 93.000 Spanier, deren Einbürgerung noch ausstehend war. Juden lebten zahlreich in der Rue d’Austerlitz, der sogenannten Rue des Juifs. Bald erschien die dortige alte Synagoge zu beengt, worauf die Große Synagoge am Boulevard du Maréchal Joffre eröffnet wurde. Die Loi Messimy brachte 1912 die Militärdienstpflicht für Muslime, wofür die Jeunes Algériens erfolglos die französische Staatsbürgerschaft forderten. In Oran waren zudem 4000 Muslime der Régiments de tirailleurs algériens (2e RTA) kaserniert.
1895 wurde eine vom als Franzose eingebürgerten Belgier Paul Bidaine gegründete antisemitische Formation stärkste Kraft im Stadtparlament. Seine Partei kontrollierte zwischen 1896 und 1905 die Mehrheit der Sitze. Bidaine ließ verschiedene Maßnahmen einleiten, um Juden zu schaden. Bei den von Algerienfranzosen durchgeführten antisemitischen Ausschreitungen von 1897 flohen viele Juden, die seit dem Décret Crémieux von 1870 Franzosen waren, aus anderen Stadtteilen in den Schutz des muslimischen Stadtteils, um dem Gewaltausbruch der Christen zu entgehen. Jedoch zwangen uniformierte Polizeibeamte einige muslimische Algerier dazu, sich an den Übergriffen zu beteiligen, schwebte doch antisemitischen Franzosen in Algerien eine Allianz von Franzosen und Muslimen gegen die Juden als erstrebenswertes Ziel vor. Im Mai 1898 wurde der Oranais Firmin Faure, als einer von vier algerischen Antisemiten, in die französische Nationalversammlung nach Paris gewählt. 1921 wurde Jules Molle (1868–1931), ebenfalls ein bekennender Antisemit und Direktor der Zeitung Le Petit Oranais, zum Bürgermeister gewählt. Die Algerienfranzosen sahen sich als ein „lateinisches Volk“. An der Spitze sogenannter Unions latines förderte Molle zusammen mit Jean Ménudier die Verbreitung antisemitischer Propaganda.
1931 eröffnete das in einem modernistischen Stil gehaltene Maison du Colon, der Sitz sämtlicher landwirtschaftlichen Siedler-Organistationen der Region Oran. Der Bau bezeugte, wie Albert Camus 1939 in Le Minotaure ou la halte d’Oran ironisch schrieb, „Unerschrockenheit im Geschmack, Liebe zur Gewalt und ein synthetisches Verständnis von Geschichte“. Im Mai 1936 fand auch der linke Front populaire Zustimmung. Oran entsandte den SFIO-Politiker Maurice Dubois nach Paris. Der rechtsextreme Diskurs von Molle wurde vom rechtsextremen Bürgermeister Gabriel Lambert der politischen Gruppierung Amitiés latines aufgenommen. Lambert war ein aus seinen Funktionen entlassener katholischer Priester und seit 1934 Bürgermeister von Oran. Er organisierte mit dem quasi-monopolistischen Seefahrtsunternehmen Scotto Ambrosino Pugliese und rechtsextremen Gruppen am 14. Juli 1936 über 50.000 Demonstranten gegen die Regierung des Front populaire, zwei Mal mehr als die Unterstützer der Linksregierung einen Monat zuvor aufbieten konnten. Ab 1937 war Lamberts Antisemitismus und Antikommunismus offizielles Programm. Dubois flüchtete mit Jean-Marie Guastavino aus Algier im Sommer 1940 noch vor der Vollmachterteilung an Marschall Philippe Pétain auf der Massilia von Oran nach Casablanca.
Im Juli 1940 ließ Winston Churchill in der „Operation Catapult“ die im Hafen ankernde (vichy-)französische Flotte beschießen, um eine befürchtete Übernahme durch die Deutschen zu verhindern. Am 10. November 1942 wurde die Stadt in der „Operation Torch“ von 39.000 britischen Soldaten eingenommen, von denen rund 300 starben. Oran war Ausgangspunkt der Landung auf Sizilien. Die Naval Western Task Force ankerte im August 1944 hier Schiffe der „Operation Dragoon“ zur Befreiung Südfrankreichs von der deutschen Besatzung. 1942–1959 ließen die Europäer die Basilique de Santa-Cruz errichten. 1954 begann der Algerienkrieg, bald würden sie „repatriiert“ werden. Es war keine eigentliche Repatriierung, da die meisten keine Verbindung zu Frankreich hatten. Zum alltäglichen Rassismus gegen Muslime kam ein zunehmender Hass auf die Französische Republik.

### Vom Algerienkrieg in die Unabhängigkeit Algeriens
Im Algerienkrieg wurde Oran 1956 zum Sitz von einem der drei IGAME-Militärkommandos (steht für Inspecteur général de l’administration en mission extraordinaire) in Algerien, neben den beiden anderen „igames“ Algier und Constantine. Es wurde Sitz eines Corps d’armée, das seinen Radius bis nach Aflou im Atlas ausdehnte. Oran befand sich im von Frankreich 1956 neu definierten Departement Wilaya 5. Als klar wurde, dass Frankreich die Kolonie aufgab, betrieb die rechtsextreme französisch-nationalistische Terrorgruppe OAS eine Politik der verbrannten Erde: Den verhassten Muslimen wollten manche Europäer und in Oran auch viele Juden keine französischen Errungenschaften hinterlassen und so brannten Delta Commandos der OAS nicht nur Algiers Bibliothek nieder, sondern sprengten auch die Stadthalle und vier Schulen. In Oran kamen durch Bombenanschläge der OAS im Mai 1962 täglich 10–15 Menschen ums Leben. Dafür und für über 100 Jahre der Unterdrückung rächte sich die Nationale Befreiungsfront (FLN) am 5. Juli 1962 mit einem Blutbad. Zwischen 95 und 3500 christliche Europäer wurden bei einem Massaker getötet. Die verbliebene europäische Bevölkerung wurde größtenteils enteignet und vertrieben. Auch zahlreiche frankophile Muslime wurden ermordet. Charles de Gaulle hatte indes bereits am 24. Mai 1962 seine Politik der Nichtintervention verkündet. Zahlreiche für Frankreich kämpfende Harki wurden von ihren französischen Offizieren entwaffnet und fielen der Rache des FLN zum Opfer.
Seit 1962 ist Oran Teil des unabhängigen Staates Algerien. Ab 1976 erschien in Oran eine Regionalausgabe von El Moudjahid. Ebenfalls 1976 erhielt Oran ein Museum, das die Erinnerung an die Moudjahidines pflegt. Mit Moudjahid wird eine algerische oder ausländische Person bezeichnet, die den algerischen Unabhängigkeitskampf aktiv unterstützt hat. Am 1. August 1996 starb der Bischof von Oran, Pierre Claverie, durch ein Attentat. Am 6. Dezember 2018 wurden 26 Opfer islamistischer Morde im Kloster Notre-Dame de l’Atlas in der Basilique de Santa-Cruz seliggesprochen.
Im März 2003 kam Jacques Chirac. Der Staatsbesuch stand im Zeichen der Aussöhnung, worauf die Bürger in den Straßen wie im nationalen Parlament sehr positiv reagierten.
Die Proteste des Arabischen Frühlings, die auf Algerien bezogen als „Unruhen in Algerien“ mediatisiert wurden, brachten in Oran nie mehr als 7000 Demonstranten auf die Straßen, was der EHESS-Studiendirektor Hamit Bozarslan mit dem Trauma des Algerischen Bürgerkriegs in den 1990er Jahren mit insgesamt rund 200.000 Toten erklärt.

## Oran in der Literatur
Oran ist auch der Ort des fiktiven Geschehens des Romans Die Pest des französischen Schriftstellers Albert Camus, der einen Pestausbruch in den 1940er Jahren beschreibt und der 1947 erschien. Vier Jahre zuvor hatte der italienische Schriftsteller Raoul Maria de Àngelis den Roman La peste a Urana (Die Pest in Urana) veröffentlicht. Amara Lakhous lässt in seinen Kriminalroman Die Fruchtbarkeit des Bösen, dessen Handlung sich am 5. Juli 2018, dem Tag der Unabhängigkeitsfeier, entfaltet, den Colonel Soltani durch ein Oran des Zerfalls und der neureichen Viertel irren.

## Bevölkerung und Religion
Oran hat 645.984 Einwohner (Berechnung 2012).
Bevölkerungsentwicklung:
| Jahr              | Einwohner |
| ----------------- | --------- |
| 1977 (Zensus)     | 499 330   |
| 1987 (Zensus)     | 609 823   |
| 2009 (Berechnung) | 679 877   |

Seit der Unabhängigkeit 1962 ist der Islam die mit Abstand wichtigste Religion in Oran. Es gibt etwa 93 % Muslime (1962 waren es nur ca. 44 %), 4 % sind Christen, 3 % sind Juden. In vielen Vierteln Orans findet man oft mehrere Moscheen. Die bekanntesten Moscheen in Oran sind:
- Moschee Sidi El Houari
- Moschee Eckmühl
- Moschee El Mouahidine
- Moschee Zin El abidine
- Moschee Osama bno Zaid
- Moschee el Fath
- Moschee Maghrawa
- Moschee Abubakr Es-Sedik

## Wirtschaft und Infrastruktur

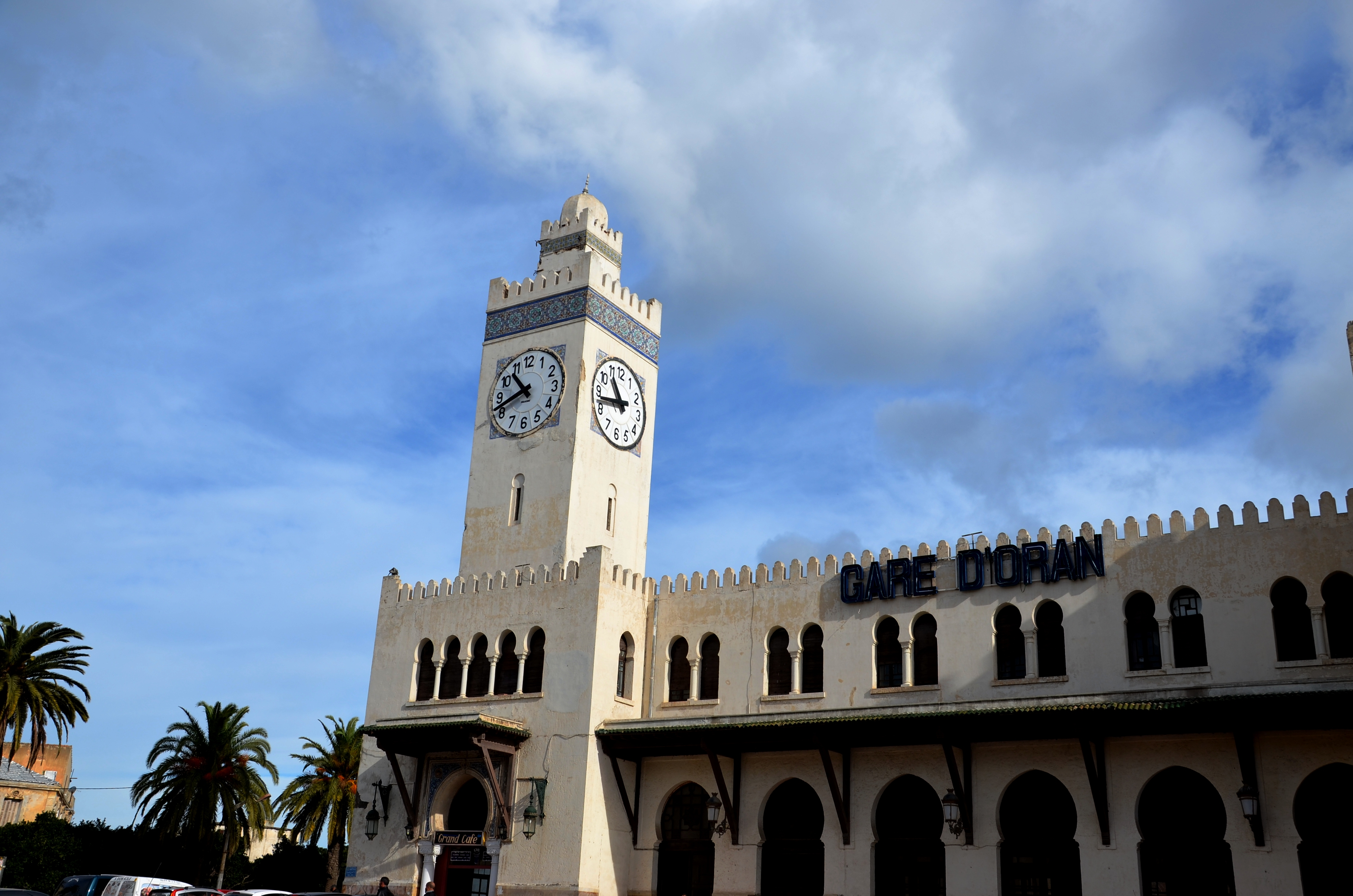
Hauptbahnhof

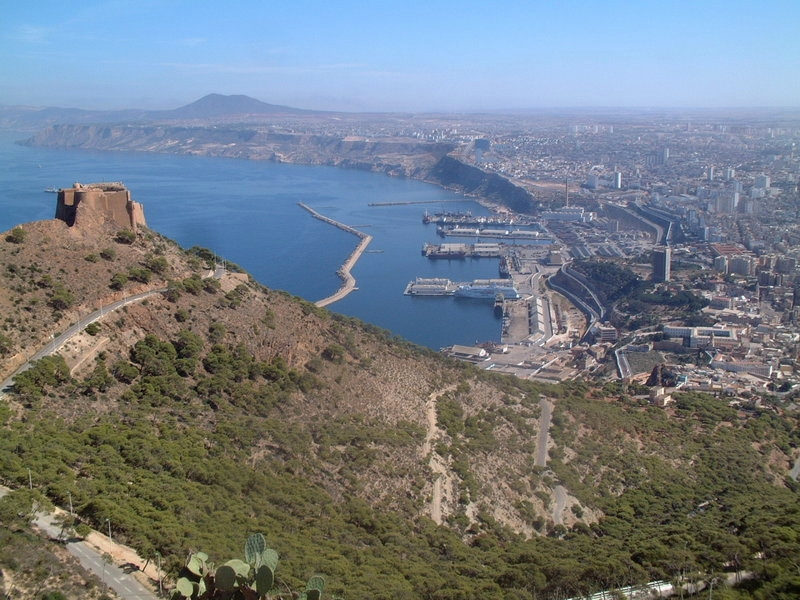
Blick auf das von den Spaniern im 16. Jahrhundert erbaute Fort Santa Cruz und auf den Hafen

Durch den großen Hafen ist Oran ein wichtiges Industrie- und Handelszentrum. Erdgas aus der algerischen Sahara erreicht über Pipelines die Stadt und wird von hier aus exportiert. Relevante Branchen sind die Chemie- und Nahrungsmittelindustrie. Im Gewerbegebiet Es Senia sind viele kleine und mittelständische Unternehmen lokalisiert; dort werden Lebensmittel, Kleidung, Möbel und Papierwaren hergestellt.
Das Stadtgebiet ist direkt mit der Ost-West-Autobahn verbunden, die den gesamten Norden Algeriens durchquert. Nach der Stilllegung der alten Straßenbahn Orans 1950 wurde im Mai 2013 wieder eine Straßenbahn eröffnet, die die östlich und südlich gelegenen Stadtteile mit dem zentral gelegenen Bahnhof verbindet.
Oran hat seit der Einführung der Marktwirtschaft viele ausländische Investitionen angezogen und gilt als wichtiges Zentrum der algerischen Wirtschaft. Auch der Tourismus gilt als wichtiger Wirtschaftsfaktor.
Oran leidet an Wohnungsmangel. Die gesundheitliche Versorgung ist im Landesvergleich gut. 2010 gab es einen allgemeinmedizinischen Arzt für 494 Einwohner, womit Oran weit vor Adrar lag, wo das Verhältnis 2103 Einwohner pro Arzt betrug.
In der Stadt erscheint die französischsprachige Tageszeitung Le Quotidien d’Oran.
Oran hat eine große Garnison des algerischen Militärs. Das Hauptquartier der Militärregion Nordwest des algerischen Heeres und ein Stützpunkt der algerischen Marine sind in Oran. In Oran ist das algerische Raumfahrtentwicklungszentrum Centre de développement spatial der algerischen Weltraumbehörde Agence Spatiale Algérienne beheimatet.

## Sehenswürdigkeiten
- Sidi El Houari ist das Altstadtviertel und Wahrzeichen Orans.
- Die Küste um Oran verfügt über eine große Anzahl von Sandstränden; z. B. die Strände Coralès, La Grande, Les Andalouses und Bousfer.
- Das von den Spaniern im 16. Jahrhundert erbaute Fort von Santa Cruz überragt die Stadt in fast 400 m Höhe.
- Die ab 1880 errichtete Große Synagoge war eine der größten jüdischen Gotteshäuser in Nordafrika, 1975 wurde sie beschlagnahmt und in die Abdellah-ben-Salem-Moschee umfunktioniert.
- Die Kathedrale des Heiligen Herzens (Sacré-Coeur) wurde ab 1903 erbaut und dient heute als Bibliothek.
- Das Museum Ahmed Zabana zeigt die Geschichte Algeriens und bietet einen Einblick in die Kultur der dort lebenden Menschen.
- Das Musée d’art modern d’Oran zeigt im Erdgeschoss eine Dauerausstellung und auf drei weiteren Stockwerken temporäre Ausstellungen zeitgenössischer Kunst.
- Cimètiere Tamashouet, größter europäischer Friedhof Orans[5]
- Südwestlich der Stadt, beim Flughafen, liegt das Ramsar-Schutzgebiet des Salzsumpfes Sebkha d'Oran.

## Kulinarische Spezialitäten
Oran ist eine Küstenstadt, was bedeutet, dass Fisch eine wichtige Rolle einnimmt. Unter anderem findet Fisch auch bei der Zubereitung von Paella Verwendung. Dieses Gericht wurde in Oran von den Spaniern übernommen, die zweihundert Jahre lang Herren der Stadt waren.
Es gibt auch Fast Food, das bekannteste heißt Karantika, eine Oraner Spezialität, bei der ein Sandwich mit gebackenem Pudding aus Kichererbsenmehl gefüllt wird. Eine andere Spezialität in Oran ist Couscous mit Lammfleisch, Karotten, weißen Rüben, Melonenkürbis, Kichererbsen und grünen Zucchini. Eine weitere kulinarische Besonderheit in Oran ist Chorba, eine besonders gewürzte Nudelsuppe mit Gemüse.

## Sport
Die Stadt ist Heimat des Mouloudia Club d’Oran (MC Oran). Der Klub erlebte seine erfolgreichsten Zeiten in den 1980er und 1990er Jahren, als man mehrfach algerischer Meister und Pokalsieger wurde und auch auf internationaler Ebene Erfolge feiern konnte. Neben Fußball unterhält der Verein auch Sektionen im Handball und Basketball, in denen er ebenfalls mehrere Titel vorweisen kann.
Der andere Klub der Stadt, ASM Oran, verfügt im Gegensatz zum MC Oran über keine überregionale Fanbasis, ist aber in den alteingesessenen Stadtvierteln stark präsent. Das Stadtderby zwischen beiden Klubs gilt als eine der traditionsreichsten Begegnungen im nationalen Fußball.
Der RCG Oran und der CDJ Oran, beide von französischen Siedlern gegründet, sind heute Amateurvereine. Während der RCG zuletzt in den 1970er Jahren in der ersten Liga spielte, feierte der CDJ Oran seine größten Erfolge in den 1930er und 1940er Jahren.
Darüber hinaus gibt es mit dem USM Oran, gegründet 1926, einen von Einheimischen gegründeten Verein, der seine größten Erfolge in den 1930er bis 1950er Jahren mit dem Erreichen der Endspiele im Nordafrikanischen Fußballpokal und in der Nordafrikanischen Fußballmeisterschaft feierte. Heute spielt der Klub nur noch in den regionalen Ligen Westalgeriens.

## Städtepartnerschaften
- Alicante, Spanien
- Bordeaux, Frankreich
- Casablanca, Marokko
- Dakar, Senegal
- Dschidda, Saudi-Arabien
- Durban, Südafrika
- Gdańsk, Polen
- Havanna, Kuba
- Kairo, Ägypten
- Lyon, Frankreich
- Oujda, Marokko
- Sfax, Tunesien
- Zarqa, Jordanien

## Persönlichkeiten
- Josep de Boltas (1738–1795), Franziskaner, Bischof von Urgell und Kofürst von Andorra 1785–1795
- Gaston Thomson (1848–1932), französischer Politiker
- Émilie Ambre (1854–1898), französische Opernsängerin
- Abraham Koubi (1874–1950), französischer Turner, algerischer Herkunft
- Ernest Libérati (1906–1983), französischer Fußballspieler
- Joseph Alcazar (1911–1979), französischer Fußballspieler
- Camille Malvy (1912–1999), französischer Fußballspieler
- Jean Bastien (1915–1969), französischer Fußballspieler und -trainer
- Kader Firoud (1919–2005), französischer Fußballspieler und -trainer
- Léon Ashkénasi (1922–1996), französischer Rabbiner, Kabbalist und Philosoph
- Armand Mouyal (1925–1988), französischer Fechter
- Renée Gailhoustet (1929–2023), französische Architektin und Stadtplanerin
- Errol Parker (1930–1998), US-amerikanischer Jazz-Schlagzeuger, Pianist, Bandleader und Komponist
- Raymond Elena (1931–2024), französischer Radrennfahrer
- Antoine Pascual (* 1933), französischer Fußballspieler
- Kaddour Bekhloufi (1934–2019), algerischer Fußballspieler
- Daniel Charles (1935–2008), französischer Philosoph und Musikwissenschaftler
- Claude Dray (1935–2011), französischer Immobilienunternehmer und Kunstsammler
- Yves Saint Laurent (1936–2008), französischer Modeschöpfer
- Hélène Cixous (* 1937), französische Philosophin
- Jean-Pierre Elkabbach (1937–2023), französischer Journalist[33]
- Bernard Murat (* 1941), französischer Theaterregisseur, Schauspieler, Drehbuchautor und Synchronsprecher
- Pierre-Alain Dahan (1943–2013), französischer Jazz-Schlagzeuger
- Jean Benguigui (* 1944), französischer Schauspieler
- Hamid Skif (1951–2011), algerischer Schriftsteller und Journalist
- Laurence Tubiana (* 1951), französische Wirtschaftswissenschaftlerin
- Jean-Marc Foussat (* 1955), französischer Komponist und Improvisationsmusiker
- Étienne Daho (* 1956), französischer Pop-Sänger
- Alain Chabat (* 1958), französischer Schauspieler und Regisseur
- Rachid Taha (1958–2018), algerisch-französischer Raï-Musiker
- Mustapha Barat (* 1959), marokkanisch-brasilianischer Kameramann und Filmproduzent
- Philippe Corcuff (* 1960), französischer Soziologe
- Catherine Destivelle (* 1960), französische Alpinistin
- Cheb Khaled (* 1960), Raï-Sänger
- Franck Amsallem (* 1961), französischer Jazz-Pianist und Komponist
- Frédéric Perez (* 1961), französischer Handballspieler
- Chaba Fadela (* 1962), algerische Schauspielerin und Sängerin
- Mustapha Moussa (1962–2024), algerischer Boxer
- Gerhard Dammann (1963–2020), Schweizer Psychiater und Psychoanalytiker
- Philippe Parreno (* 1964), französischer Künstler und Filmemacher
- Cheb Hasni (1968–1994), algerischer Raï-Sänger
- Abdelhafid Tasfaout (* 1969), Fußballspieler
- Noureddine Daham (* 1977), algerischer Fußballspieler
- Ali Kaaf (* 1977), Künstler
- Hemza Mihoubi (* 1986), algerisch-französischer Fußballspieler
- Mustapha Ghorbal (* 1985), algerischer Fußballschiedsrichter